# Сиваш (озеро)
Сива́ш или Сива́шик — залив (озеро) Утлюкского лимана Азовского моря (Запорожская область). На топографической карте водоём указан как Утлюкский лиман (озеро Сиваш), в издании «Каталог річок України» — озеро Сиваш. Сервисы «Гугл карты» и «Яндекс карты» не выделяют как отдельный (от Утлюкского лимана) водоём. Издание «Энциклопедия современной Украины» выделяет как отдельный (от Утлюкского лимана, дамбой) водоём: лиман Болградский Сивашик

## География
Длина — 9 км. Ширина максимальная — 4,8 км, средняя — 1-2,5 км. Глубина максимальная — 3 м (у промоины), средняя — 0,5 м. Уровень береговой линии — 0,4 м над у.м.
Залив (озеро) Сиваш имеет продолговатую с крутыми поворотами вытянутую с севера на юг форму. Расположено на Причерноморской низменности и отделено от основной части Утлюкского лимана пересыпью с узкой промоиной (и множеством временных). Впадает три балки, например Шизачач (Без названия в селе Новогригоровка; длина 13 км, площадь бассейна 230 км²) с запрудами в устьях, река Атманай (Ятманай) (длина 10 км, площадь бассейна 195 км²). В балке Шизачач создан каскад прудов. Пруды опреснены водами Каховского канала, созданы для рыборазведения и водоснабжения. Береговые линии местами обрывистые, высотой 5-8 м; берега преимущественно пологие, но расчленённые промоинами и балками.
Вода в центральной и южной части Сиваша солоноватая — 30 г/л, со значительным содержанием сероводорода. Из-за пересыпи, Сиваш солонее нежели остальная часть Утлюкского лимана. Питание смешанное: солёные воды Утлюкского лимана (при нагонных ветрах, через промоину, путем инфильтрации через пересыпь), поверхностный сток (реки и балки), атмосферные осадки. Северная и западная части Сиваша могут частично пересыхать летом из-за слабого стока и удалённости от пересыпи. При пересыхании у берегов образовываются отдельные водоёмы, при половодье (повышении уровня воды) же самостоятельные озера (в водосборном бассейне, например, три озера под названием Солёное) могут сообщатся с Сивашом. При высыхании изолированных водоёмов образовывается корка соли.
Донные отложения — серые плотные илы.
На берегу залива (озера) Сиваш нет населённых пунктов.

## Природа
Пересыпь (между Сивашом и Утлюкским лиманом) занята островами и плавнями (солоноводные заболоченные участки с тростниковой растительностью — тростник южный). Острова и косы образованы в зоне пересыпи под действием аккумулятивных процессов впадающих рек и самого Утлюкского лимана. Преимущественно в устьях впадающих балок и примыкающих участках расположены солончаки, солончаковые болота. Берега Сиваша заняты лугово-степной растительностью и с/х полями, пересыхающая часть озёрной котловины — галофильной растительностью (доминирование солероса). На правом берегу встречаются участки засоленных лугов и степей с галофильными сообществами. Сиваш интенсивно зарастает высшей водной растительностью, где поступают воды из артезианских скважин, водоросли развиты у выходов подземных вод.
Акватория залива (озера) с впадающими балками (их устьями) и береговой зоной были включены в заказник «Сивашик», созданный 20 августа 1996 года с площадью 2800 га. Заказник вошёл в состав (заповедной и хозяйственной зон) Приазовского национального природного парка, созданного 10 февраля 2010 года Указом Президента Украины Виктора Ющенко № 154/2010.